# 德利多富
德利多富（Wincor Nixdorf）是德国曾经的一家公司，主要从事自助交易系统（如ATM）、零售银行设备、彩票终端、邮政终端、软件及服务的销售、制造、安装和服务。

## 历史
利多富電腦公司由海因茨·尼克斯多夫于1952年创立。1990年，该公司被西门子公司收购，更名为“西門子利多富資訊系統”（Siemens Nixdorf Informationssysteme）。1998年，该公司更名为西门子利多富零售和银行系统有限公司（Siemens Nixdorf Retail and Banking Systems GmbH）。在被科尔伯格-克拉维斯-罗伯茨和高盛资本合伙公司收购后，1999年10月1日，该公司更名为“德利多富”（Wincor Nixdorf）。2016年8月15日，德利多富与迪堡公司（Diebold Inc.）合并，成立迪堡多富（Diebold Nixdorf）。